# Sarlós Boldogasszony-templom (Vinár)
A Sarlós Boldogasszony-templom a Veszprém vármegyei Vináron található. Barokk stílusban épült. Vinár a nemesszalóki plébánia filiája, a veszprémi érsekségen belül a pápai főesperességhez tartozik.

## Története
Korabeli forrásokból ismert, hogy 1393-ban már állt Szent Péter apostol tiszteletére felszentelt kőtemplom Vináron, amelynek 1401-ben plébánosát is említették. Középkori alapokon 1740 körül a kegyúr Fehérváry Pál építtette fel a Sarlós Boldogasszony tiszteletére szentelt templomot. A szentély és a sekrestye középkori eredetű, 1833-ban a hajót kibővítették, és ekkor épült tornya is.

## Miserend
Vasárnap 8:45, főünnepeken hirdetés szerint. Bemutatja Árus-Kovács Gábor plébános. Látogatottság: 15 fő.